# Maytenus boarioides
Maytenus boarioides är en benvedsväxtart som beskrevs av Ludwig Eduard Theodor Loesener. Maytenus boarioides ingår i släktet Maytenus och familjen Celastraceae. Inga underarter finns listade.